# Lucrezia Quistelli
Lucrezia Quistelli, född 1541, död 1594, var en italiensk målare.
Hon var verksam i Florens. Hon var adlig och inte professionell, men erkändes under sin samtid som en skicklig konstnär och omnämndes i konstnärliga verk. 